# Långtjärnen (Säfsnäs socken, Dalarna, 666431-141788)
Långtjärnen är en sjö i Ludvika kommun i Dalarna och ingår i Göta älvs huvudavrinningsområde.